# Palazzo delle Arti di Napoli

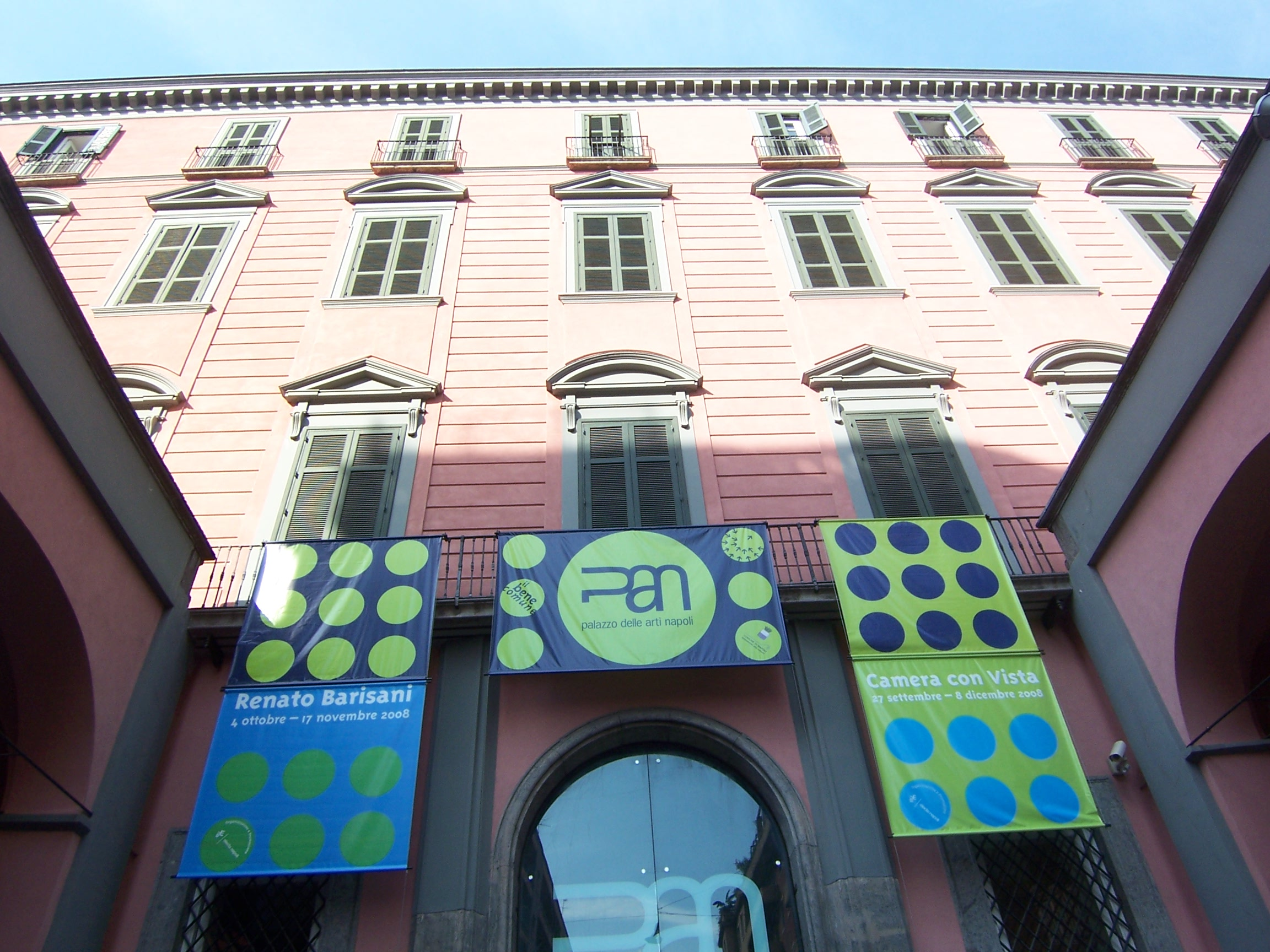
Palazzo delle Arti in Neapel

Der Palazzo delle Arti di Napoli (PAN) ist ein Zentrum für zeitgenössische Kunst in Neapel. In wechselnden Ausstellungen werden zeitgenössische Skulpturen, Malerei, Grafik, Medienkunst, Fotografie sowie Comics und Grafikdesign gezeigt.
Die Galerie befindet sich in dem historischen Palazzo Carafa di Roccella, der nach seiner Erwerbung durch die Stadt Neapel im Jahr 1984 aufwendig restauriert und als Dokumentationszentrum für zeitgenössische Kunst eingerichtet wurde.

## Geschichte
1667 überließ Francesco di Sangro, Fürst von San Severo, einen außerhalb der Stadtmauer Neapels gelegenen Sommersitz seinem Schwiegersohn Don Giuseppe Carafa als Geschenk. 1717 fielen das Haus und die dazugehörenden Gärten und Ländereien an Ippolita Cantelmo Stuart, die Ehefrau des Fürsten von Roccella, Vincenzo Maria Carafa. Sie beauftragte den Architekten Luca Vecchioni (aktiv zwischen 1729 und 1775), einen engen Mitarbeiter des Architekten Luigi Vanvitelli, mit einem Neubau, der zwischen 1755 und 1765 ausgeführt wurde. Zwischen Mitte der des 18. und dem Anfang des 19. Jahrhunderts wurden ein zweites und drittes Stockwerk hinzugefügt. Der originale, zur Villa gehörende Lustgarten wurde erst zwischen 1950 und 1959 vollständig zerstört, ebenso wie ein Teil der historischen Bausubstanz und Innenarchitektur in den folgenden 1960er Jahren.
1984 erwarb die Stadt Neapel das Gebäude, das als Kunsthalle und Dokumentationszentrum für zeitgenössische Kunst umgewidmet wurde. Maßgeblich beteiligt am Konzept und an der Realisierung war der ungarische Kunsthistoriker Lóránd Hegyi.
Eröffnet wurde das Haus 2005 mit der Ausstellung “The Giving Person. Il dono dell’artista”, kuratiert von dem künstlerischen Leiter des Hauses Lóránd Hegyi.

## Infrastruktur
Das Haus mit seinen drei Geschossen hat 6.000 m² Nutzfläche. Es beherbergt neben den Ausstellungs- und Verwaltungsräumen eine Bibliothek, eine Mediathek, Archivräume, Labore und Räume für die museumspädagogische Arbeit.